# Secretaría de Intereses Marítimos
La Secretaría de Estado de Intereses Marítimos de Argentina fue una secretaría de Estado de la Administración Pública Nacional que existió entre 1976 y 1983. Dependía del Poder Ejecutivo inicialmente por intermedio del Ministerio de Economía (entre 1976 y 1981) y luego del Ministerio de Comercio e Intereses Marítimos (en 1981) para volver a depender del primero hasta 1983.

## Historia
Dependiente del Ministerio de Economía, fue creada por el Decreto N.º 520 del presidente (de facto) Jorge Rafael Videla del 21 de mayo de 1976 (publicado el 1 de junio de 1976). Su función era la de «asesorar al Ministerio de Economía en todo lo concerniente a la formulación de políticas, promoción, investigación, explotación, desarrollo, fiscalización y régimen de las actividades vinculadas a los intereses marítimos, con intervención del Ministerio de Defensa — Comando General de la Armada, en los aspectos relacionados con la Defensa Nacional» (Decreto N.º 520, Artículo 5.º).
La secretaría fue constituida por dos subsecretarías: de Marina Mercante y de Pesca.
Por la Ley N.º 22 450, sancionada y promulgada el 27 de marzo de 1981 (y publicada el 1 de abril), se creó el Ministerio de Comercio e Intereses Marítimos. Intereses Marítimos pasó a ser una subsecretaría integrante de la nueva cartera ministerial (Decreto N.º 42).
El 23 de diciembre de 1981, se volvió efectiva la derogación de la Ley N.º 22 450 y con ella la desaparición del ministerio (Ley N.º 22 520); y el área de Intereses Marítimos recobró el rango de secretaría y regresó a la órbita de la cartera de economía (Decreto N.º 22).
Por el Decreto N.º 15 del presidente Alfonsín, dictado el 10 de diciembre de 1983 y publicado cuatro días más tarde, se reordenó el gabinete y la Secretaría de Intereses Marítimos quedó disuelta. En materia de pesca y recursos marítimos, la secretaría fue sucedida por una Secretaría de Recursos Marítimos, junto a una subsecretaría del mismo nombre, cuyas funciones fueron definidas por el Decreto N.º 134.

## Organismos dependientes
En 1977 el Poder Ejecutivo creó el Instituto Nacional de Investigación y Desarrollo Pesquero (INIDEP), con sede en la ciudad de Mar del Plata y bajo la dependencia de la Secretaría de Intereses Marítimos a través de la Subsecretaría de Pesca.

## Titulares
- Capitán de navío Carlos Alberto Noé Guevara (24 de mayo de 1976-[9] 29 de marzo de 1981)[10]